# Tvisäcken
Tvisäcken är en ö i Finland. Den ligger i Finska viken och i kommunen Raseborg i den ekonomiska regionen  Raseborg i landskapet Nyland, i den södra delen av landet. Ön ligger omkring 71 kilometer väster om Helsingfors.
Öns area är 20,9 hektar och dess största längd är 0,7 kilometer i sydväst-nordöstlig riktning.